# Condado de Asmir
El condado de Asmir es un título nobiliario español creado por la reina Isabel II, el 29 de octubre de 1866, a favor de José Díez y Martínez Álvarez, teniente general de los ejércitos en la guerra de África.

## Condes de Asmir
|                        | Titular                          | Periodo                |
| Creación por Isabel II | Creación por Isabel II           | Creación por Isabel II |
| ---------------------- | -------------------------------- | ---------------------- |
| I                      | José Díez y Martínez Álvarez     | 1866-1871              |
| II                     | Luis Rodríguez y Pérez de Guzmán | 1871-                  |
| III                    | Luis Rodríguez y Fernández Cueto | 1902-1936              |
| IV                     | Ignacio Rodríguez Meléndez       | 1936-1946              |
| V                      | Eduardo Rodríguez Meléndez       | 1946-1965              |
| VI                     | Eduardo Rodríguez Legorburu      | 1967-actual titular    |

## Historia de los condes de Asmir
- José Díez y Martínez Álvarez (m. Madrid, 24 de abril de 1871), I conde de Asmir.[1]

Sucedió su sobrino:
- Luis Rodríguez Pérez de Guzmán, II conde de Asmir.[1]

Casó con María de los Ángeles Fernández-Cueto y Ayllón, XI marquesa de Villalba, hija de José Fernández Cueto y Cueto y de María de los Ángeles Ayllón y Testa, esta última hija de Cecilio Ayllón y Silva Núñez y Muñoz, VIII marqués de Villalba, y de María Josefa Eulogia Testa y Soto. Le sucedió su hijo:
- Luis Rodríguez y Fernández-Cueto (m. 21 de agosto de 1936), III conde de Asmir[1] y caballero de la Orden de Santiago.[2]

Casó con Magdalena Meléndez Ortiz de Urrechu, hija de Eduardo Meléndez y Polo y de María Magdalena de Urrechu y Rada. Sucedió su hijo:
- Ignacio Rodríguez y Meléndez, IV conde de Asmir[b] y XII marqués de Villalba.[4][5]

Casó, el 23 de mayo de 1947, con Mercedes de Iranzo y Comas. Sucedió su hermano a quien cedió el título:
- Eduardo Rodríguez Meléndez, IV conde de Asmir.[4][6]

Casó con Carmen Legorburu y Areyzaga. Sucedió su hijo:
- Eduardo Rodríguez Legorburu (n. Madrid, 16 de septiembre de 1948), V conde de Asmir.[4][7]

Casó en Madrid, el 16 de febrero de 1985, con Isabel Cabrera-Kabanas y Sartorius, padres de Eduardo (n. 14 de enero de 1986); Isabel (n. 25 de mayo de 1988) y Carmen Rodríguez Cabrera-Kabana (n. 7 de enero de 1993). Isabel es la prometida de Jasper Henson, hermano de Olivia Henson, casada con Hugh Grosvernor, duque de Westminster.